# Sense tu
Sense tu è l'unico singolo della cantante spagnola Jenny, pubblicato in Spagna nel 2006 dall'etichetta Música Global Discogràfica. Contiene due versioni dello stesso brano.
La prima versione fu selezionata internamente per rappresentare Andorra all'Eurovision Song Contest 2006, concludendo al 23º e ultimo posto nell'unica semifinale dell'evento. Scritto e composto da Joan Antoni Rechi e Rafael Artesero, è interamente cantato in lingua catalana.

## Tracce
Testi e musiche di Joan Antoni Rechi, Rafael Artesero.
1. Sense tu – 3:01
2. Sense Tu (Nacho Chapado Remix) – 3:50